# 西村美咲
西村 美咲（にしむら みさき、1996年2月8日 - ）は、日本の女優、タレントである。神奈川県出身。2023年9月まで マンモスプロに所属していた。愛称は「みさきち」。

## 人物
- 身長： 167cm
- 足のサイズ： 23.5cm
- 血液型： A型
- 性格： 負けず嫌い、努力家
- 趣味： 辛い物に挑戦する、ホラー映画鑑賞、アニメ鑑賞
- 特技： ダンス、腕がありえない方向に曲がる
- 資格・免許： 自動車普通免許
- 好きな色：
- 愛用ブランド：LUSH

## 出演

### テレビ
- TOKYO MX「音ボケPOPS」準レギュラーとして出演中（2019年8月～）
- TOKYO MX「音ボケPOPS」突撃リポーター（2018年8月～）

※突撃リポーターとしての出演回：#115 SKE48,#122 BTS,#139 MOMOLAND,#156 GFRIEND 
- 17年10月 CX「刑事ゆがみ」　1話（エキストラ）
- 17年08月 TOKYOMX「音ボケPOPS」 SANKAKU 出演

### Music Video
- 19年09月　カルxピン「カル×ピン24thSingle「Raphael」」
- 17年08月　SANKAKU「素敵な足跡」

### 舞台
- 24年2月 「テムとゴミの声 第二章〜また会えたなら〜」[3]
- 22年08月「RAVE☆塾vol.5 Wteen」

- 22年08月「篝火に浮かぶ鬼灯」
- 22年05月ILLUMINUS「純血の女王」（マリア役）
- 21年12月「Unknown」（近藤椿役）
- 21年10月「注意書きの多い料理店」(関根カンナ役)
- 21年08月蓮×歌「新編ロミオとジュリエット－薔薇の名は－」(ジュリエット役)
- 21年07月咲女花劇「咲く声、ふわらと舞い降りて、」(黒木田きなこ役)

- 21年06月劇団オモテナシ第8回公演「PRO PAUSE！！」(北見一果役)

- 21年05月第10回東出有貴プロデュース「僕達はまだ終わりを知らない」(澪役)

- 21年04月「WELL～井戸の底から見た景色～」(はむれ役)

- 21年03月　シューティング歌劇「ゴシックは魔法乙女 -5悪魔襲来-」（ダチュラ役）
- 21年01月　デストルドー9クローゼット・ドラマ「アンドロギュノスの乙女」（ニチカ役）
- 20年12月　LIVEDOGGIRLS「レディ・ア・ゴーゴー!!2020」（Ｗ主演：ベルゼ 役)
- 20年08月　2.5次元舞台「三学演義」（主演：双葉・イェリエル・乃愛役）
- 20年03月　オフィス上の空「共骨」
- 19年12月　ILLUMINUS「純血の女王」（ナターリエ役）
- 19年11月　ILLUMINUS「PLAY JOURNEY!」追加公演
- 19年11月　ILLUMINUS「LUMINABELLA PROGRAM vol.2」11/21(木)19時公演ゲスト出演
- 19年11月　菅生ゼミ休講のお知らせ （紫水役）
- 19年10月　filamentz「息を止めるピノキオ」
- 19年08月　ILLUMINUS「家族のはなし」（南沢役）
- 19年07月　ボクらの罪団Z-PROJECT「ケース」（鶯谷レイカ役）
- 19年06月　ヴァカーエンターテインメント「チェンジオブワールド」（谷明日香役）
- 19年05月　ILLUMINUS「楽園の女王」（ルイーズ役）
- 19年05月　時代劇ミュージカル新撰組 「狂宴哀歌」（明里役）
- 19年03月　ACTOR'S TRASH ASSH「月に吠えろ、夜ヲ焦ガセ君ヨ」（海柘榴役）
- 19年01月　ILLUMINUS「赤の女王」（タピカ役）
- 18年11月　K-FARCE「カシマッシュ！」（寅役）
- 18年09月　パン･プランニング「ダンスレボリューション～ホントのワタシ～」（ルミ役）
- 18年08月　アリスインプロジェクト「デッドリースクール楽園」（高森朝代役）
- 18年07月　LIVEDOGプロデュース「アルペンループ」（牛頭）
- 18年06月　アリスインプロジェクト「アイガク」(西村美咲役）
- 18年04月　LIVEDOGプロデュース「天満月のネコ」（ｱﾅｽﾀｼｱｺﾞｰﾙﾄﾞ役）
- 18年02月　「GO,JET!GO!GO! Vol.07」（早紀役）
- 18年01月　「GO,JET!GO!GO! Vol.04」（早紀役）

### ラジオ
- 壊れかけのルミレディオ（2020年8月 - 、FMたちかわ）